# Szczur timorski
Szczur timorski (Rattus timorensis) – gatunek ssaka z podrodziny myszy (Murinae) w obrębie rodziny myszowatych (Muridae), występujący w południowo-wschodniej Azji; według IUCN brak jest danych na określenie status zagrożenia tego gatunku.

## Zasięg występowania
Szczur timorski znany jest tylko z miejsca typowego w zachodniej części wyspy Timor, w części należącej do Indonezji. Z zapisu subfosylnego wynika, że gatunek ten mógł zamieszkiwać większy obszar.

## Taksonomia
Gatunek po raz pierwszy zgodnie z zasadami nazewnictwa binominalnego opisał w 1991 roku australijsko-indonezyjski zespół zoologów (Australijczycy Darrell J. Kitchener i Ken Aplin oraz Indonezyjczyk Bapak Boeadi), nadając mu nazwę Rattus timorensis. Holotyp pochodził z obszaru 7 km na wschód od Desa Nenas (około 9°31′00″S 126°16′00″E/-9,516667 126,266667), na wysokości 1900 m n.p.m., na górze Gunung Mutis, na Timorze, na Małych Wyspach Sundajskich, w Indonezji. Holotypem była dorosła samica o numerze katalogowym WAM M34827 (skóra przygotowana była jako „okaz szafkowy”, tusza utrwalona w 10% w formalinie i zakonserwowana w 70% w etanolu; wątroba, nerki, próbki krwi znajdowały się w ultra-zamrażaniu w Western Australian Museum) odłowiona w pozostałościach lasu górskiego.
Pokrewieństwa filogenetyczne R. timorensis są niejasne, ale w oparciu o analizę immunologiczną albumin i niepublikowaną elektroforezę allozymów wydaje się, że jest on bliżej spokrewniony z Komodomys rintjanus i Bunomys chrysocomus, co sugeruje, że R. timorensis powinien być umiejscowiony w innym rodzaju, zwłaszcza że autorzy formalnego opisu stwierdzili, że jego umieszczenie w Rattus jest niepewne. R. timorensis jest znany z dużej serii szczątków subfosylnych zebranych przez Iana Glovera i występujących na całym obszarze Timoru. Istnieje jeszcze jeden nieopisany gatunek szczura z Timoru odłowiony w 2003 roku przez Kena Aplina, również reprezentowany przez duże serie w zbiorach subfosylnych Glovera. Autorzy Illustrated Checklist of the Mammals of the World uznają ten takson za gatunek monotypowy.

### Etymologia
- Rattus: łac. rattus „szczur”[10].
- timorensis: Timor, Indonezja[11].

## Morfologia
Długość ciała (bez ogona) 157 mm, długość ogona 77 mm i więcej, długość ucha 20,5 mm, długość tylnej stopy 30 mm; masa ciała 112 g. Szczur timorski jest mały i charakterystyczny, z miękkim i stosunkowo długim futrem. Strona grzbietowa jest koloru przeważnie oliwkowobrązowego z ciemnobrązowymi włosami ochronnymi (włosy ochronne na zadzie zakończone jasnym cynamonowym odcieniem) z końcówką w kolorze brązowooliwkowym. Boki ciała są ciemnooliwkowe, nakrapiane cynamonowym odcieniem, który przechodzi w jasny odcień na stronie brzusznej. Przednie stopy są białe, natomiast tylne – neutralnie szare z białymi palcami, obie są ochrowołososiowe od strony brzusznej. Uszy są małe, zaokrąglone i ciemnoszare; włosy czuciowe długie. Długość ogona jest nieznana, ponieważ ogon okazu typowego był złamany, ale jest wyraźnie dwukolorowy, u góry neutralnie szary, zaś u dołu biały, pokryty krótkim włosiem. Czaszka jest gładka, z długim rostrum w porównaniu do innych gatunków z rodzaju Rattus. Występują trzy pary sutków: jedna pod pachą i dwie pachwinowe.

## Ekologia
Szczur timorski zamieszkuje górski las deszczowy na wysokości około 1900 m n.p.m. (szczątki subfosylne znaleziono na wysokości 500 m n.p.m.). Okaz typowy został wydobyty z tuneli w stromym wąwozie erozyjnym.
Brak danych na temat nawyków pokarmowych, składu diety, aktywności dobowej, migracji, rozrodu i organizacji społecznej.

## Status zagrożenia i ochrona
W Czerwonej księdze gatunków zagrożonych Międzynarodowej Unii Ochrony Przyrody i Jej Zasobów został zaliczony do kategorii DD (ang. Data Deficient „brak danych”). Brak jest informacji o aktualnym stanie populacji. Gatunek ten nie został odnotowany podczas kilkutygodniowych prac badawczych prowadzonych na nieco mniejszych wysokościach (około 1500 m n.p.m.), co sugeruje, że jest niezwykle rzadki. Możliwe, że występuje szerzej, ale na Timorze pozostało bardzo mało odpowiednich dla niego siedlisk. Zagrożeniem dla tego gatunku są rozległe utraty siedlisk i wylesianie spowodowane wypalaniem i wypasem na obszarze całego Timoru; wypalanie jest na ogół niekontrolowane i może łatwo rozprzestrzenić się na lasy eukaliptusowe oraz na pozostałości lasów rodzimych. Zachodzi pilna potrzeba badań, aby w pełni zrozumieć historię naturalną, taksonomię i zagrożenia dla szczura timorskiego.